# Xu Kuangdi

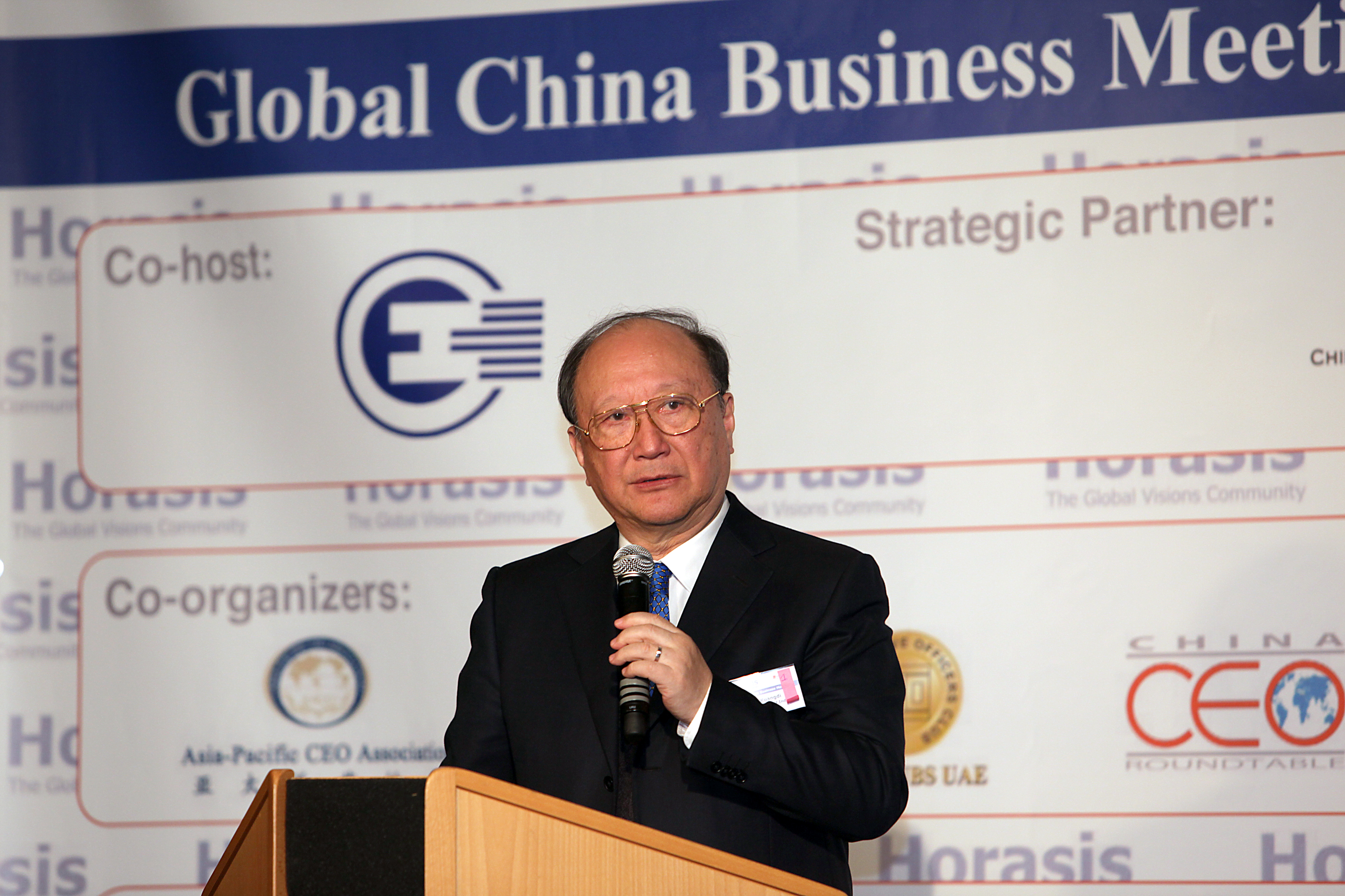
Xu Kuangdi (2010)

Xu Kuangdi (chinesisch 徐匡迪; * 11. Dezember 1937 in Tongxiang, Zhejiang) ist ein chinesischer Hochschullehrer und Politiker der Kommunistischen Partei Chinas (KPCh), der unter anderem von 1995 bis 2001 Bürgermeister der Stadt Shanghai war. Danach war er zwischen 2002 und 2010 Präsident der Chinesischen Akademie der Ingenieurwissenschaften.

## Leben
Xu Kuangdi begann nach dem Besuch der Hangzhou-Oberschule ein Studium an der Metallurgischen Abteilung des Pekinger Instituts für Eisen und Stahl und schloss dieses 1959 ab. Danach war er von 1959 bis 1963 als Wissenschaftlicher Assistent am Pekinger Institut für Eisen und Stahl und besuchte zum Ende der Kulturrevolution zwischen 1971 und 1972 die Kaderschule „7. Mai“ in Fengyang. Im Anschluss war er von 1972 bis 1980 Wissenschaftlicher Assistent sowie zuletzt Lektor an der Metallurgischen Abteilung des Instituts für Maschinenbauingenieurwesen Shanghai. Im Anschluss war er zwischen 1980 und 1986 zunächst Prodekan sowie schließlich Dekan und Professor der Metallurgischen Abteilung des Instituts für Maschinenbauingenieurwesen Shanghai. Während dieser Zeit wurde er 1983 Mitglied der Kommunistischen Partei Chinas (KPCh). Er war zwischen 1984 und 1985 auch in Schweden tätig und wurde für die Entwicklung eines rostfreien Stahls für die Flugzeugproduktion mit einem Nationalpreis ausgezeichnet.
Xu Kuangdi war daraufhin von 1986 bis 1989 Geschäftsführender Vizepräsident der Polytechnischen Universität Shanghai sowie von 1989 bis 1991 stellvertretender Direktor des Amtes für Bildung und öffentliche Gesundheit sowie Leiter der dortigen Abteilung Hochschulbildung von Shanghai. Anschließend war er von 1991 bis 1992 Leiter des Planungskomitees von Shanghai und wurde 1992 auch Mitglied des Ständigen Ausschusses des Parteikomitees von Shanghai. Auf dem XIV. Parteitag der Kommunistischen Partei Chinas (12. bis 19. Oktober 1992) wurde er Kandidat des Zentralkomitee der Kommunistischen Partei Chinas (ZK der KPCh). Er war von 1992 bis 1995 Vize-Bürgermeister von Shanghai und danach von 1993 bis 1994 erst Direktor des Komitees für Arbeit und Löhne sowie zwischen 1994 und 2001 stellvertretender Sekretär des Parteikomitees von Shanghai.
Zugleich löste Xu Kuangdi im Februar 1995 Huang Ju als Bürgermeister der Stadt Shanghai ab. Er hatte diese Funktion sechs Jahre lang bis zum 7. Dezember 2001 inne und wurde daraufhin von Chen Liangyu abgelöst. Daneben wurde er 1995 Mitglied der Chinesischen Akademie der Ingenieurwissenschaften, in der er der Abteilung für Chemie-, Metallurgie- und Materialingenieurwesen angehört. 1996 wurde er des Weiteren Ehrenpräsident des Chinesischen Roten Kreuzes sowie Vizepräsident der Vereinigung der Bürgermeister.
Auf dem XV. Parteitag (12. bis 19. September 1997) wurde Xu erstmals Mitglied des ZK der KPCh und gehörte diesem nach seiner Wiederwahl auf dem XVI. Parteitag (8. bis 14. November 2002) bis Oktober 2007 an. Nachdem er 2001 Sekretär der Parteiführungsgruppe der Chinesischen Akademie der Ingenieurwissenschaften wurde, löste er 2002 auch Song Jian als Präsident der Chinesischen Akademie der Ingenieurwissenschaften. Er behielt diese Funktion bis 2010 und wurde anschließend im Juni 2010 von Zhou Ji abgelöst. Zugleich bekleidete er von 2003 bis 2008 das Amt als Vize-Vorsitzender des Nationalkomitees der Politischen Konsultativkonferenz des chinesischen Volkes.

## Weblink
- Eintrag in China Vitae (englisch)